# Bromossen
Bromossen är sedan 2009 ett naturreservat i norra delen av Kristbergs socken, Motala kommun, Östergötlands län, som omfattar östra delen av Bromossen och ytterligare våtmarker. 

## Belägenhet
Bromossens naturreservat ägs av Sveaskog AB och förvaltas av Länsstyrelsen Östergötland. Området är beläget på Karlsby kronopark 10 km norr om Kristbergs kyrka i Motala kommun. Vandringsstigar finns till närbelägna Stora Boda naturreservat och Fågelmossen samt därifrån till Hästtumla Tallskog.

## Värdefull barrnaturskog
Det drygt 22 hektar stora reservatet ingår i ett kluster av värdefulla skogsområden som kännetecknas av häll- och myrmosaiker med mestadels mager barrnaturskog mark. Naturvärdena är knutna till de senvuxna granarna, de gamla tallarna och den sparsamt föremommande multnande veden av framförallt tall. På några gammeltallar växer tallticka. Bland lavarna märks dvärgbägarlav och grynig blåslav.
I området finns skalbaggar som den rödlistade raggbocken och skrovlig flatbagge. Kombinationen av gles hällmarkstallskog och myrmarker gör skogen till en karakteristisk tjäderskog. Där finns också orre. 